# 代議院 (百日天下)
代議院（だいぎいん、フランス語: Chambre des représentants）は、1815年帝国憲法付加法の下で設置された、フランス議会下院に当たる民選議会である。任期5年の議員629人からなる。上院は貴族院。その存続期間中、ジャン＝ドニ・ランジュイネが議長を務めた。
代議院は短命であった。百日天下の終盤、ナポレオンがワーテルローの戦いに敗れると、代議院はナポレオンに対してフランス皇帝からの退位を要求した。さらに代議院は、1815年6月22日、政府委員会（Commission de gouvernement）の委員5人のうち3人（カルノー、フーシェ、グルニエ）を選任して新政府の組織を図り、1815年6月23日、ナポレオン2世を皇帝に指名した。
まもなく第七次対仏大同盟軍がパリを占領し、代議院は7月3日に降伏した。そして、占領軍が第二次王政復古を要求していることがまもなく明らかになった。1815年7月8日、代議院は軍隊により集会が阻止されるに至り、事実上終止符を打たれた。
王政復古により再び県代議院 (Chambre des députés des départements) が下院となった。反動的な超王党派（ユルトラ）が多数の議席を占めた1815年10月召集の議会は「またと見出しがたい議会（Chambre introuvable）」と呼ばれた。